# Ostafrikasaurus
Ostafrikasaurus ("ještěr z Německé východní Afriky") byl masožravý teropodní dinosaurus z čeledi Spinosauridae, žijící v období svrchní jury (asi před 150 miliony let) na území dnešní Tanzanie (souvrství Tendaguru).

## Historie

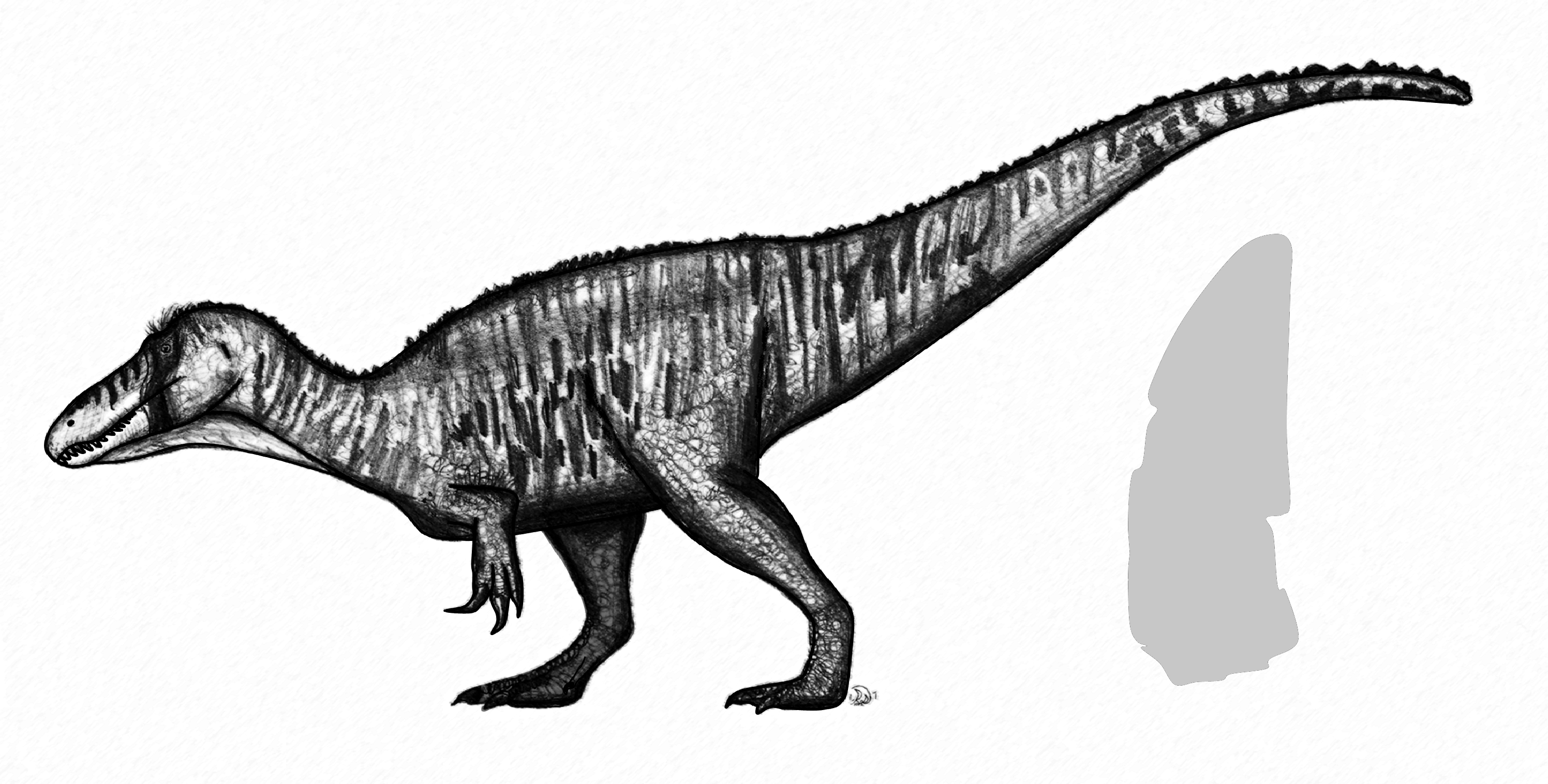
Hypotetické vzezření ostafrikasaura a obrys objeveného fosilního zubu.

Fosilie tohoto a dalších dinosaurů, objevených na lokalitě Tendaguru, byly dobře známé domorodým obyvatelům této oblasti již dlouho před příchodem evropských vědců. První fosilie tohoto dinosaura v podobě izolovaného zubu byla oficiálně objevena mezi lety 1909 a 1913 německými expedicemi z berlínského Museum für Naturkunde, teprve v roce 2012 však byly formálně popsány francouzským paleontologem Ericem Buffetautem pod vědeckým jménem O. crassiserratus.
Podle vědecké studie z roku 2022 představuje tento rod nomen dubium (pochybné vědecké jméno).

## Materiál
V současnosti je znám pouze jediný fosilní zub, který je tak holotypem a nese označení MB R 1084. Původně byl popsán již v roce 1920 pod názvem Labrosaurus? stechowi. Zub je dlouhý 49 mm a zřejmě patřil jakémusi vývojově primitivnímu spinosauridovi. V současnosti se zřejmě jedná také o nejstaršího a nejranějšího známého zástupce této čeledi.